# Darius (videogioco)
Darius (ダライアス?, Daraiasu) è un videogioco arcade sparatutto a scorrimento orizzontale sviluppato e pubblicato dalla Taito nel 1987. Narra lo scontro dei piloti spaziali Proco e Tiat contro una popolazione aliena acquatica. Venne convertito per diverse piattaforme, spesso con l'aggiunta di alcune varietà di livelli e nemici: la britannica The Edge lo pubblicò per computer Amiga, Atari ST e ZX Spectrum con il titolo Darius+ (a volte riportato come Darius + o Darius Plus) e la NEC Avenue lo pubblicò per PC Engine, in versioni distinte per la console base (Darius Plus) e per PC Engine CD (Super Darius).
È il primo capitolo della serie Darius.
Il cabinato originale ha uno schermo enorme, formato da tre schermi standard affiancati. A differenza di giochi precedenti a tre schermi come Buggy Boy, dove le linee di separazione tra gli schermi si notano, Darius usa un trucco ottico per unire efficacemente le tre immagini: lo schermo centrale è rivolto al giocatore, gli altri due sono sdraiati e proiettati insieme grazie a uno specchio. Questa caratteristica sarà ripresa dal secondo capitolo della serie (Darius II) e da altri videogiochi della compagnia, tra cui The Ninja Warriors.
La versione del cabinato con seduta a due posti è dotata anche di sedile vibrante.

## Trama
Dopo anni di inquinamento e di esaurimento delle risorse naturali sulla Terra, gli umani decisero di cercare pianeti abitabili oltre il sistema solare. Un programma spaziale dedicato trovò alla fine un pianeta adatto che i coloni spaziali chiamarono Darius.
Gli abitanti iniziarono una nuova vita e prosperarono sia nella società che nella tecnologia. Tuttavia, la loro pace fu turbata da un'armata di astronavi ostili di forma marittima controllate dall'esercito Belsar (o Belser), una razza di guerrieri umanoidi acquatici che avevano selezionato Darius come loro prossima colonia. L'unica linea di difesa degli abitanti di Darius era la serie Silver Hawk, aerei da combattimento monoposto con la capacità di maneggiare armi diverse contemporaneamente, e di combattere anche sott'acqua. Due dei migliori piloti della flotta furono selezionati per difendere Darius: Proco e Tiat (un uomo e una donna).
I nomi dei piloti derivano da "Taito Corp." al contrario.

## Modalità di gioco

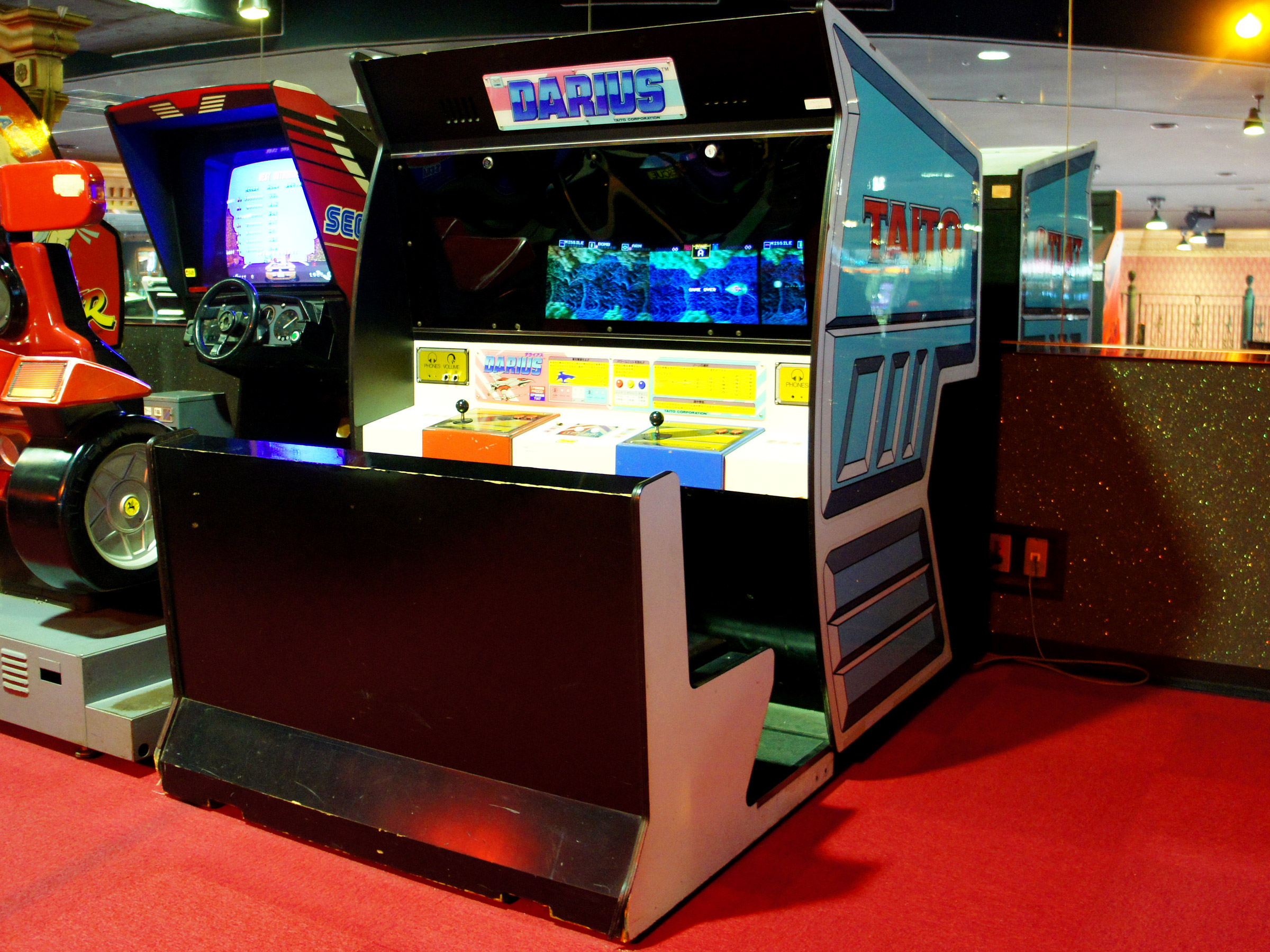
Cabinato arcade con seduta

In Darius il giocatore controlla l'astronave Silver Hawk, la quale ha la possibilità di spostarsi in tutte le direzioni e sparare due tipi di proiettili: lo sparo frontale (verso destra) e le bombe che vengono scagliate verso il terreno compiendo un arco.
Nell'originale arcade sono supportati anche due giocatori in cooperazione in simultanea, mentre nelle conversioni è disponibile solo il giocatore singolo.
Gli scenari sono a scorrimento orizzontale costante verso destra e presentano spesso ostacoli da evitare, sporgenti dal pavimento o dal soffitto, come rocce o costruzioni. I nemici comuni sono mezzi volanti e postazioni di fuoco sui pavimenti o sui soffitti.
Al termine di ogni livello va affrontato il boss, il quale può avere l'aspetto di un enorme pesce, crostaceo o mollusco meccanizzato.
Nelle versioni arcade e PC Engine le armi possono essere potenziate raccogliendo dei power-up a forma di bolle lasciati dai nemici eliminati. Se si accumulano otto livelli di potenziamento del rispettivo colore (rosso per i missili e verde per le bombe) si cambia il tipo di arma base. Inoltre è possibile ottenere uno scudo protettivo che assorbe una certa quantità di impatti dannosi senza danneggiare il velivolo, e che può essere potenziato nella stessa maniera delle armi (bolla blu). Quando si perde una vita il conto si azzera e si ricomincia con l'armamentario di partenza. Sparando su punti sconosciuti del terreno è possibile ottenere una bolla color oro che vale come una smart bomb che elimina tutti i nemici su schermo, o una bolla bianca che vale punteggio.
Le conversioni per computer (Amiga, Atari ST, ZX Spectrum) si discostano maggiormente dall'originale, in particolare nel sistema di armamenti, e somigliano più a R-Type. Anzitutto non sono presenti le bombe, ma solo lo sparo.
Ci sono due tipi di power-up, per guadagnare nuove categorie di armi e per potenziare una categoria esistente. In alto a destra sono mostrati quattro spazietti per le icone dei sistemi d'arma e il giocatore può selezionare con quattro tasti quale ottenere o potenziare. Rappresentano la propria astronave (scudo protettivo), un droide, e due cannoni aggiuntivi. Il droide è un modulo agganciabile che una volta ottenuto può essere spostato dal giocatore sul muso o sulla coda dell'astronave. I power-up da raccogliere sono vulnerabili al fuoco del giocatore e bisogna anche evitare di colpirli prima.

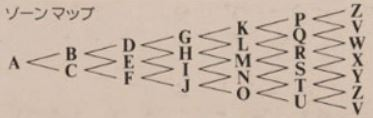
L'albero dei livelli, tratto dal volantino giapponese dell'arcade

Dopo ogni livello viene data l'opportunità di scegliere tra due possibili alternative per affrontare il livello successivo, secondo uno schema ad albero, con le varie zone contrassegnate dalla A alla Z. Nelle versioni arcade e PC Engine l'alternativa si sceglie imboccando con la navicella, dopo aver sconfitto il boss, il percorso in alto o in basso; nelle versioni per computer viene mostrata una mappa dell'albero dei livelli e si seleziona il successivo su di essa. Ci sono in tutto 28 possibili livelli, ma una partita completa consiste in una sequenza di 7 livelli, diversa a seconda delle scelte fatte. Anche il finale del gioco (versione arcade) sarà differente a seconda del percorso intrapreso.

## Accoglienza
In Giappone, la rivista Game Machine elencò Darius nel numero del 1º aprile 1987 come l'unità arcade di maggior successo al tempo.
In Occidente l'arcade non ebbe grande successo, probabilmente perché l'ingombrante cabinato a tre schermi non ne facilitò la diffusione e perché il gioco in sé non era molto originale. La rivista Zzap! infatti apprezzò molto lo schermo triplo unito, ma riteneva che l'azione dello sparatutto fosse ordinaria e annoiasse presto. Retro Gamer lo ricorda come un gioco che in Occidente non ha tutta l'attenzione che meriterebbe, e anche come un gioco generalmente difficile, specialmente in singolo.
Le conversioni domestiche ricevettero di solito buoni giudizi dalla critica dell'epoca, sebbene i miglioramenti rispetto al gioco arcade fossero di scarso rilievo. I grandi boss mantenevano la loro spettacolarità.
Anche nelle conversioni per computer qualche rivista notò l'elevata difficoltà del gioco, dovuta tra l'altro alle astronavi qui piuttosto grandi rispetto all'area di gioco e quindi con poco spazio di manovra.
La versione Atari ST, per quanto apprezzata, fu a volte criticata per l'azione bella e fluida, ma lenta.
La versione PC Engine su CD non sfruttava molto le maggiori potenzialità del supporto, soprattutto per quanto riguarda l'audio.

## Serie
Tra almeno sei capitoli principali, molte conversioni, rifacimenti e varianti, la serie ha durata più che trentennale.
- 1987 - Darius (arcade)
- 1989 - Darius II (arcade)
- 1989 - Darius+ (Amiga, Atari ST, ZX Spectrum), conversione di Darius con modifiche
- 1990 - Darius Plus/Super Darius (PC Engine), conversione di Darius con piccole aggiunte
- 1990 - Sagaia/Darius 2 (Mega Drive, Master System), conversione di Darius II
- 1990 - Darius Alpha (PC Engine), rara variante fornita in alcuni casi con Darius Plus e basata solo su scontri con boss
- 1991 - Sagaia (Game Boy)
- 1991 - Darius Twin (Super Nintendo)
- 1993 - Super Darius II (PC Engine CD)
- 1993 - Super Nova/Darius Force (Super Nintendo)
- 1994 - Darius Gaiden (arcade, PlayStation, Sega Saturn)
- 1996 - Darius 2 (Sega Saturn), conversione di Darius II
- 1997 - G-Darius (arcade, PlayStation, Windows)
- 2002 - Darius R (Game Boy Advance), si può anche considerare una conversione di Super Darius per PC Engine[21]
- 2009 - Dariusburst (PlayStation Portable)
- 2010 - Dariusburst: Another Chronicle (arcade)
- 2011 - Dariusburst: Another Chronicle EX (arcade)
- 2012 - Dariusburst: Second Prologue (Android, iOS)
- 2015 - Dariusburst: Chronicle Saviours (PS4, PS Vita, Windows), seguito da molte espansioni
- 2019 - Darius: Cozmic Collection (Nintendo Switch, PS4, Steam), raccolta di emulazioni
- 2021 - Darius: Extra Version (Mega Drive, Nintendo Switch, PS4), apparso inizialmente sulla retroconsole Sega Genesis Mini
- 2021 - Dariusburst: Another Chronicle EX+ (Nintendo Switch, PS4)
- 2021 - G-Darius HD (Nintendo Switch, PS4, Windows)
- 2021 - Darius: Cozmic Revelation (Nintendo Switch, PS4), raccolta